# Frösunda kyrka
Frösunda kyrka hör till Vallentuna församling och ligger i Frösunda socken cirka 14 km nordöst om Vallentuna centrum.

## Kyrkobyggnaden
Innan nuvarande kyrka uppfördes på 1400-talet fanns en tidigare kyrka som troligen var av trä. En kyrkoherde i Frösunda omnämns redan år 1291 och år 1391 visiteras kyrkan av ärkebiskop Olof. När nuvarande kyrka av kluven gråsten uppfördes fick troligen tidigare kyrkas sakristia, som var av sten, stå kvar invid nya kyrkans södra vägg. Därefter byggdes en ny sakristia i norr och den gamla sakristian i söder revs. Eftersom gamla sakristians mur var tunnare än den nya kyrkans fylldes kyrkmuren ut med tegel. Samtidigt uppfördes vid södra sidan ett vapenhus som har hörnkedjor av sandsten. Samtliga gavelrösten är dekorerade med runda blindnischer i tegel. Kyrkorummet har fyra tegelvalv som är samtida med kyrkan. Tre stjärnvalv i öster och ett fyrdelat ribbvalv i väster är direkt sammanbyggda med kyrkmurarna. Norra väggen saknade fönster fram till 1800-talet. Ena fönstret togs upp 1810 och andra fönstret togs upp 1851. I östra väggen har ett fönster funnits som flera gånger har murats om men som numera är igensatt.

## Inventarier
Till kyrkans inventarier hör:
- En dopfunt av ljusbrun sandsten är från senare delen av 1100-talet och tillverkades antagligen i norra Uppland. Funten har ett dopfat av tenn i vars botten finns ingraverat det Örnehufvudska vapnet, initialerna A Ö samt årtalet 1649.
- Nuvarande altare är murat åren 1952-1953. På altaret står ett altarskåp från 1400-talet som är sannolikt av nordtyskt ursprung. Altarskåpet har konserverats år 1977.
- I koret hänger ljuskrona i mässing från slutet av medeltiden.
- Predikstolen i trä, från år 1759, är utförd i rokokostil av mäster Magnus Granlund. År 1900 målades målades predikstolen i ekfärg med förgyllningar och den höga dörren till predikstolens trappa togs bort.
- Bland kyrkans äldsta textilier finns en mässhake av granatäppelmönstrad sammet. Tyget är medeltida, men korset på ryggen har tillkommit senare.
- Nuvarande orgel med 18 stämmor tillkom 1988 och är byggt av A. Magnusson Orgelbyggeri AB. Tidigare orgel var inköpt år 1906. Orgelfasaden är från år 1824. Orgelläktaren i väster byggdes på 1700-talet.

## Omgivning
Öster om kyrkobyggnaden står klockstapeln som första gången omnämns år 1631. Numera är stapeln brädklädd och målad med Falu rödfärg. I stapeln hänger fyra klockor. Öster om kyrkogården löper en av Roslagsbanans järnvägslinjer. En runsten från 1000-talet, står uppställd väster om ingången till vapenhuset. Kyrkogården är omgiven av en kallmurad stenmur som tidigare har varit belagd med ett spånat och tjärat trätak. Förr i tiden fanns stigluckor i kyrkogårdsmuren och år 1789 var de tre stycken. Vid kyrkogårdens nordvästra sida finns ett gravkapell uppfört år 1950 efter ritningar av Einar Lundberg.

## Bildgalleri

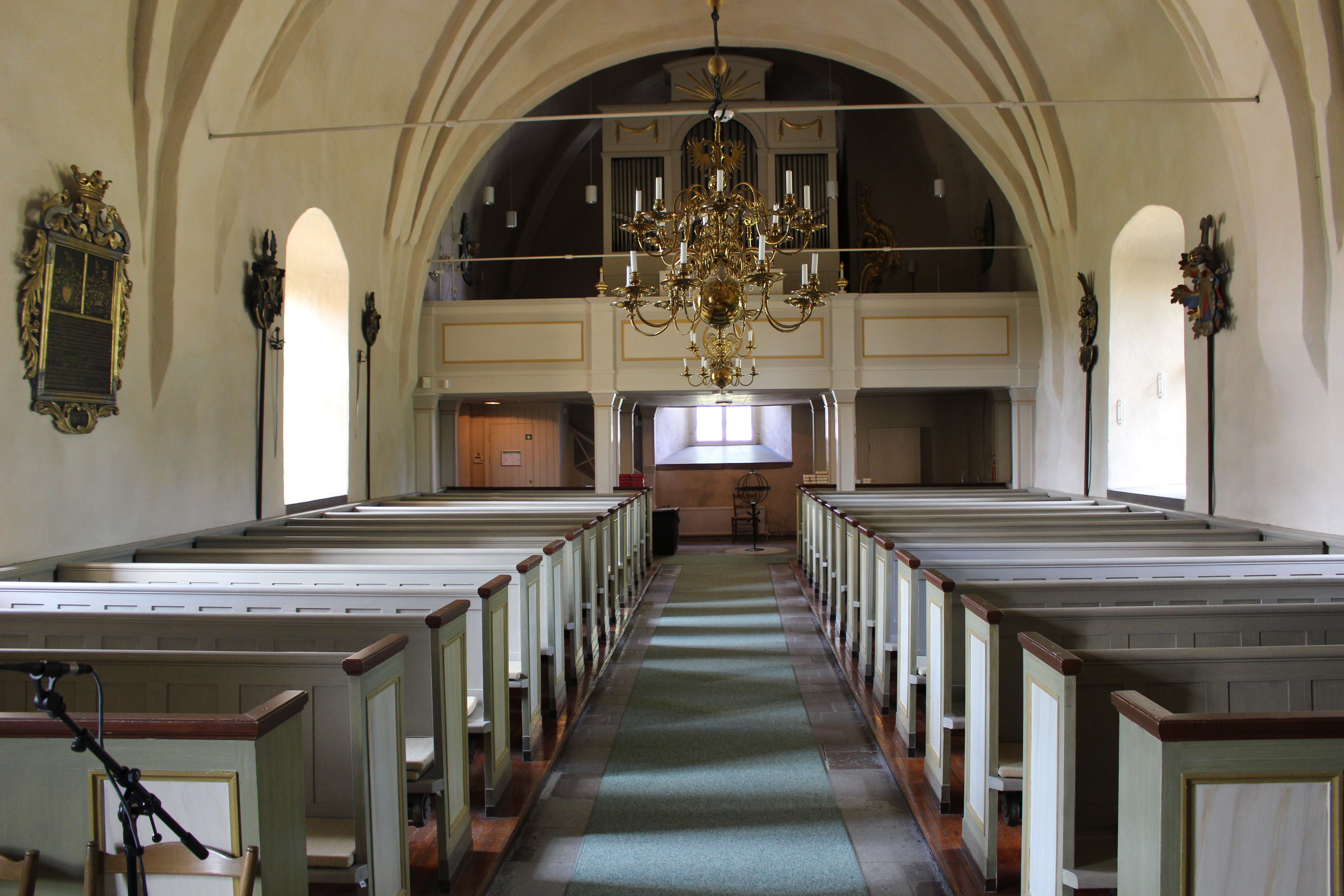
Kyrkorum mot väster
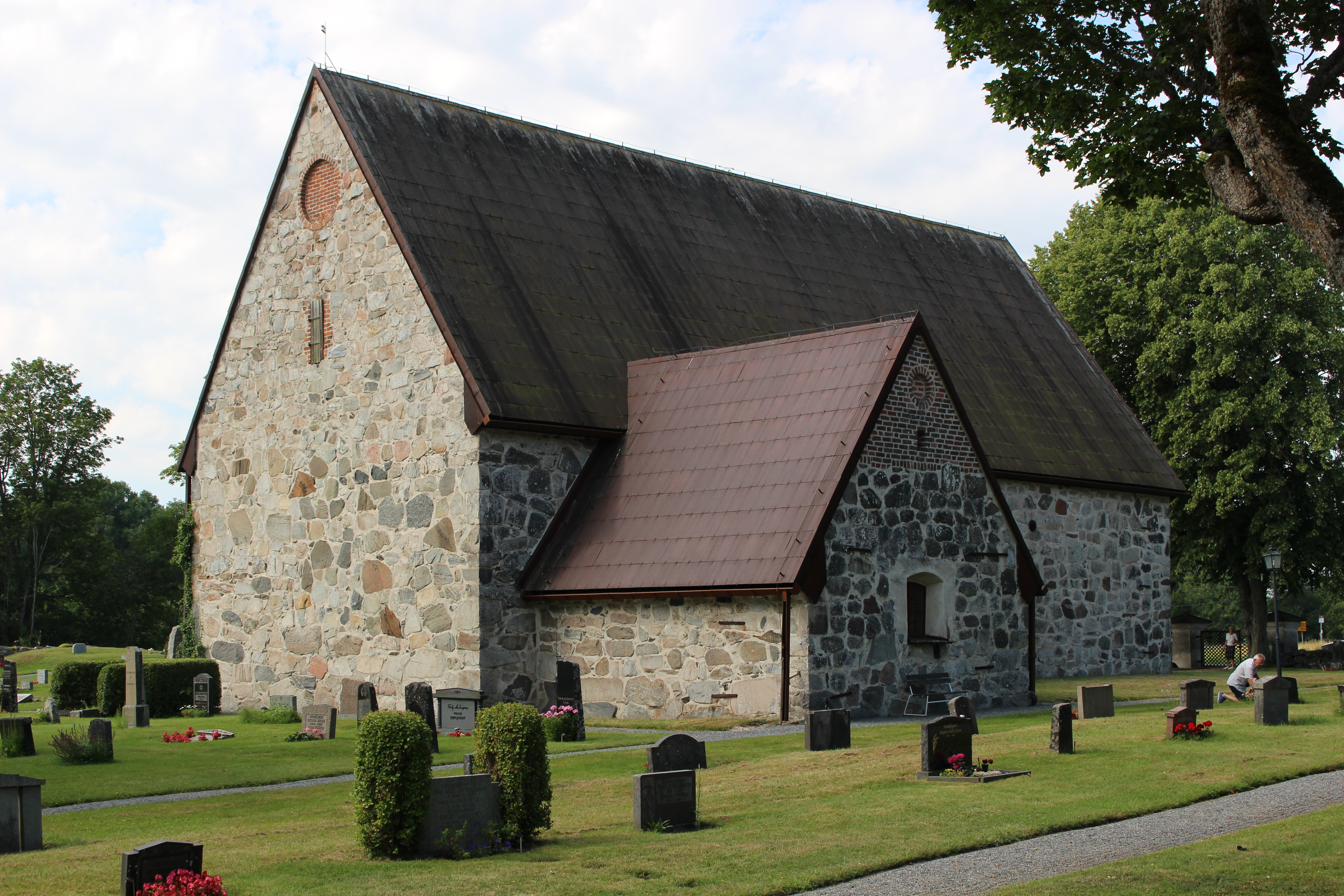
Kyrkan från nordost
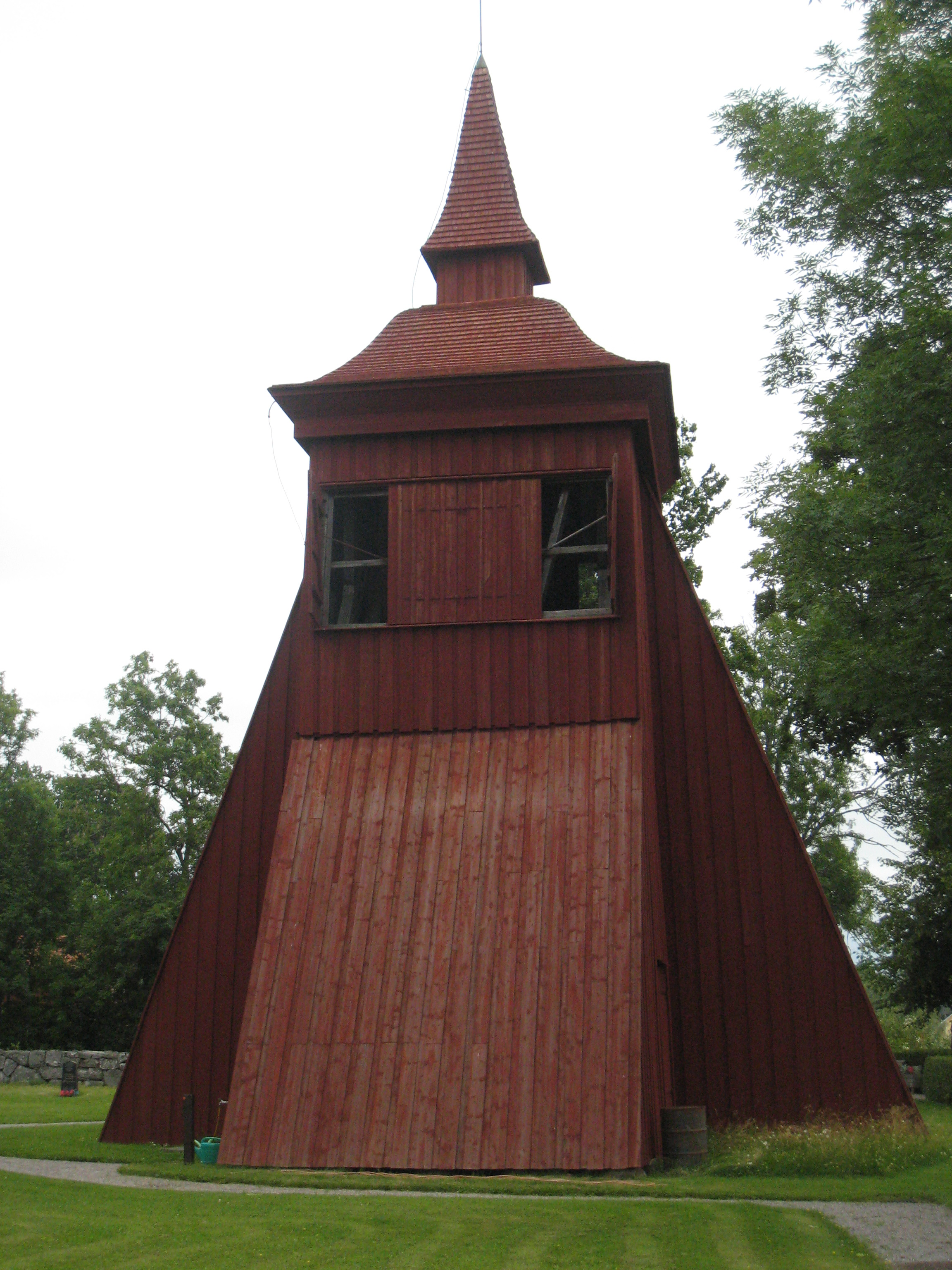
Klockstapeln
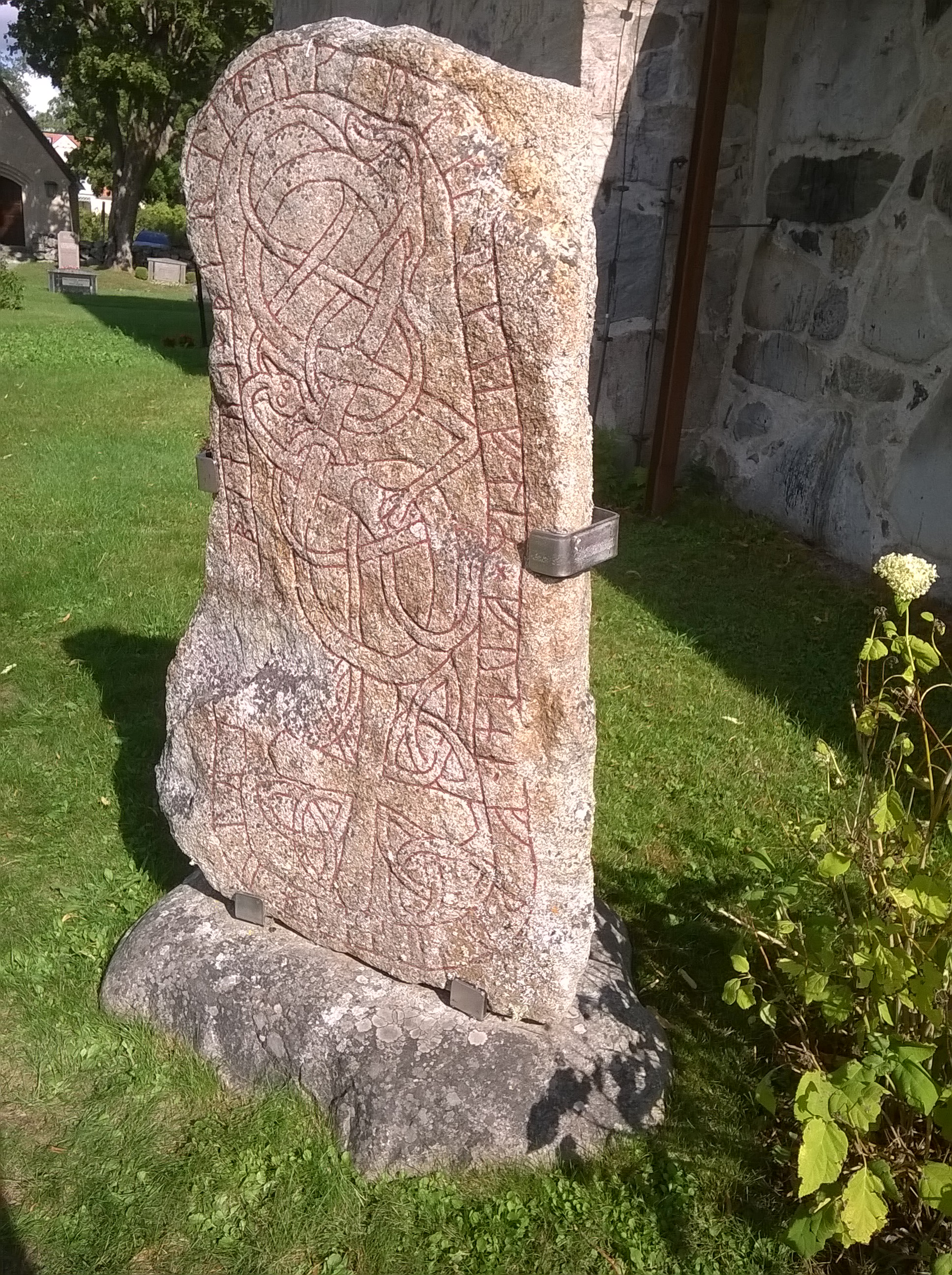
Runsten väster om kyrkan